# Filialkirche Abfaltersbach

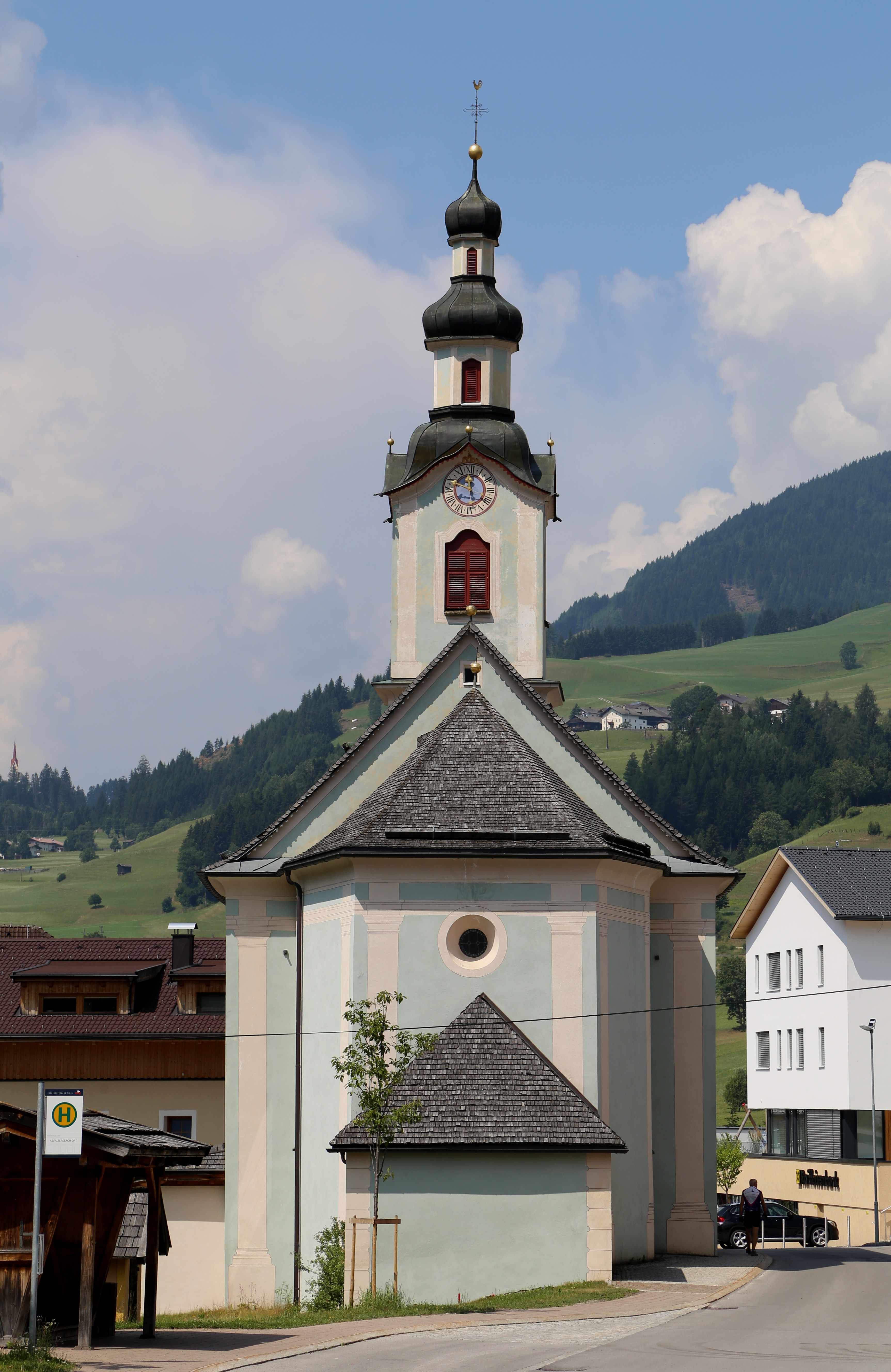
Katholische Filialkirche Mariä Heimsuchung in Abfaltersbach

Die römisch-katholische Filialkirche Abfaltersbach steht an der Straße in der Dorfmitte der Gemeinde Abfaltersbach im Bezirk Lienz im Bundesland Tirol. Die dem Patrozinium Mariä Heimsuchung unterstellte Filialkirche gehört zum Dekanat Sillian in der Diözese Innsbruck. Die Kirche steht unter Denkmalschutz (Listeneintrag).

## Geschichte
An der Stelle einer Kapelle aus 1641 wurde 1772 die Filialkirche durch den Baumeister Thomas Mayr errichtet.

## Architektur
Der langrechteckige barocke Kirchenbau unter einem steilen Satteldach mit einem Fassadenturm hat einen abgesetzten polygonalen Chor, die Fassade zeigt Pilaster und ein umlaufendes Dachgesims und gemalte Umrahmungen der Fenster. Die Hauptfront hat mehrfach geschwungene Giebel, durchbrochen vom vorspringenden Mittelturm mit Stockwerksgliederung und einer Kuppelhaube und an der Fassade Pilaster auf Sockeln und seitliche Nischen mit Statuen der Heiligen Josef und Johannes der Täufer. Der Sakristeianbau ist dem Chor vorgestellt.

## Ausstattung
Den Hochaltar um 1840 schuf Josef Stauder mit einem Aufbau aus Säulen, Gebälk, Vasen, Rundgiebel mit dem Relief Verkündigung und dem Bild Mariä Heimsuchung.
Die Orgel hat ein spätbarockes Gehäuse, das Werk aus 1890 von Franz Reinisch II. wurde 1935 verändert.

## Grabdenkmäler
- Grabplatte zu Paul Kurz von Thurn gestorben 1703.